# Xã Venango, Quận Crawford, Pennsylvania
Xã Venango (tiếng Anh: Venango Township) là một xã thuộc quận Crawford, tiểu bang Pennsylvania, Hoa Kỳ. Năm 2010, dân số của xã này là 997 người.